# Америка (футбольный клуб, Натал)

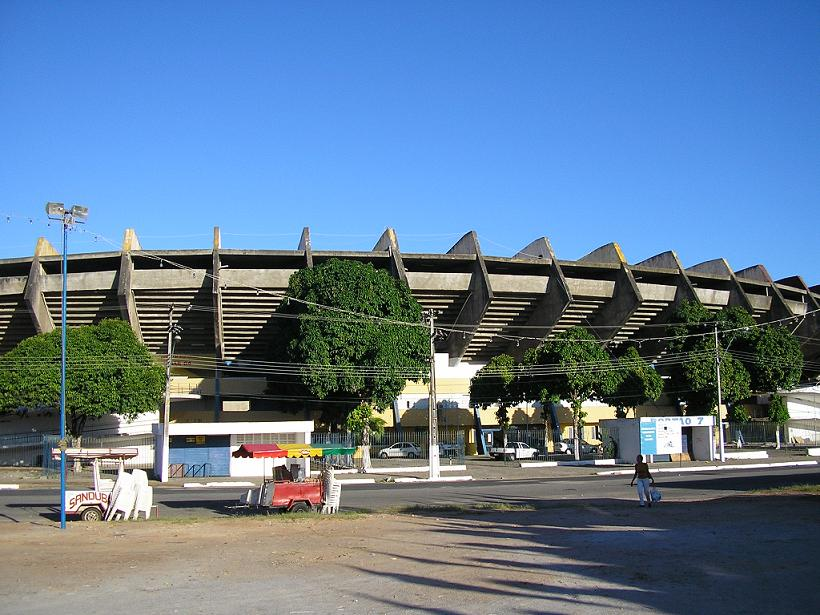
Стадион Машадан

«Аме́рика Ната́л» (порт. América de Natal или América RN) — бразильский футбольный клуб из города Натал, штат Риу-Гранди-ду-Норти.
«Америка» является вторым по титулам клубом в своём штате, 36 раз становилась чемпионом Лиги Портигуар (их главный соперник по первенству штата, 56-кратный чемпион АБС, является рекордсменом Бразилии по количеству чемпионских титулов в своём штате).

## История
Клуб был основан 14 июля 1915 года, а первый титул выиграл в 1919 году, став чемпионом штата. Название и цвета команда взяла в честь одноимённого клуба из Рио-де-Жанейро. После этого команда прочно вошла в элиту своего штата наряду с клубом АБС.
В 1960—1965 годах команда не принимала участия в официальных соревнованиях, выстраивая в этот период клубную инфраструктуру. В 1973—1983 годах, а также в 1997 и 1998 годах, «Америка» была участницей бразильской Серии А.
В 1998 году команда выиграла Кубок Нордесте, став единственным клубом своего штата, сумевшим выиграть межрегиональное соревнование. В финале была побеждена «Витория» из Салвадора. В том же году «Америка» приняла участие в международном официальном турнире, Кубке КОНМЕБОЛ, что также является единственным случаем в истории штата.
В 2006 году «Америка», заняв четвёртое место в Серии B, вернулась с 2007 года в Серию A.
В 2021 году команда выступала в Серии D Бразилии.
Согласно официальному клубному рейтингу КБФ, «Америка» по состоянию на 2021 год является второй командой своего штата, находясь на 59 месте.

## Достижения
- Чемпион штата Риу-Гранди-ду-Норти (36): 1919, 1920, 1922, 1926, 1927, 1930, 1931, 1942, 1946, 1948, 1949, 1951, 1952, 1956, 1957, 1967, 1969, 1974, 1975, 1977, 1979, 1980, 1981, 1982, 1987, 1988, 1989, 1991, 1992, 1996, 2002, 2003, 2012, 2014, 2015, 2019
- Обладатель Кубка штата Риу-Гранди-ду-Норти (3): 2006, 2012, 2013
- Вице-чемпион Серии B Бразилии (1): 1996
- Обладатель Кубка Нордесте (1): 1998
- Финалист Кубка Нордесте (1): 1976